# Jiangchuan
Jiangchuan, tidigare stavat Kiangchwan, är ett härad som lyder under Yuxis stad på prefekturnivå i Yunnan-provinsen i sydvästra Kina.